# Willard Frank Libby
Willard Frank Libby, född 17 december 1908 i Grand Valley, Garfield County, Colorado, USA, död 8 september 1980 i Los Angeles, Kalifornien, var en amerikansk professor i fysikalisk kemi. Han tilldelades Nobelpriset i kemi 1960 för sin upptäckt av kol 14-metoden för datering av biologiskt material baserat på följande reaktion: n + 14N → 14C + 1H. Han invaldes 12 oktober 1960 som utländsk ledamot av den svenska Vetenskapsakademien.

## Biografi
Libby var son till bönderna Ora Edward Libby och hans hustru Eva May (född Rivers). Han hade två bröder och två systrar. Libby började sin utbildning i ett skolhus med två rum i Colorado.  När han var fem år flyttade familjen till Santa Rosa i Kalifornien där han började studera på Analy High School i Sebastopol och tog examen 1926.
År 1927 började Libby studera på University of California, Berkeley, där han tog sin kandidatexamen 1931 och sin doktorsexamen 1933, på en doktorsavhandling "Radioactivity of ordinary elements, especially samarium and neodymium: method of detection" under handledning av Wendell Mitchell Latimer. Oberoende av George de Hevesys och Max Pahls arbete upptäckte han att de naturliga långlivade isotoperna av samarium främst sönderfaller genom avgång av alfapartiklar.
År 1940 gifte sig Libby med Leonor Hickey, en idrottslärare. De fick tvillingdöttrar, som föddes 1945. År 1966 skilde sig Libby från Leonor och gifte sig med Leona Woods Marshall, en framstående kärnfysiker som var en av de ursprungliga byggarna av Chicago Pile-1, världens första kärnreaktor. Hon anslöt sig till honom vid UCLA som professor i miljöteknik 1973. Genom detta andra äktenskap fick han två styvsöner, barnen i Leonas första äktenskap.
Libby dog på UCLA Medical Center i Los Angeles den 8 september 1980 av en blodpropp i lungan komplicerad av lunginflammation. Hans papper finns i Charles E. Young Research Library vid UCLA. Sju volymer av hans artiklar redigerades av Leona och Rainer Berger och publicerades 1981.

## Karriär och vetenskapligt arbete
Libby utnämndes till instruktör vid institutionen för kemi vid University of California, Berkeley 1933 och blev biträdande professor i kemi där 1938. Han tillbringade 1930 -talet med att bygga känsliga Geigermätare för att mäta svag naturlig och artificiell radioaktivitet. Han gick med i Berkeleys avdelning av Alpha Chi Sigma 1941. Samma år tilldelades han ett Guggenheim Fellowship och valde då att arbeta vid Princeton University.

### Manhattanprojektet
Den 8 december 1941, dagen efter att den japanska attacken mot Pearl Harbor förde USA in i andra världskriget, erbjöd Libby sina tjänster till Nobelpristagaren Harold Urey. Urey ordnade så att Libby fick ledigt från University of California, Berkeley och att han skulle följa med honom vid Columbia University för att arbeta med Manhattanprojektet, krigstidsprojektet för att utveckla atombomber, vid det som blev dess Substitute Alloy Materials (SAM) Laboratories. Under sin tid i New York City-området var Libby bosatt i Leonia, New Jersey.
Under de kommande tre åren arbetade Libby med gasdiffusionsprocessen för urananrikning. Gasdiffusion fungerade enligt principen att en lättare gas diffunderar genom en barriär snabbare än en tyngre i en hastighet som är omvänt proportionell mot dess molekylvikt. Men den enda kända gasen som innehöll uran var den mycket frätande uranhexafluoriden, och en lämplig skyddsbarriär var svår att hitta.
Förutom att utveckla en lämplig barriär var SAM Laboratories också tvungna att hjälpa till med utformningen av en gasformig separationsanläggning, som blev känd som K-25, som kunde börja byggas till fullskalig produktionsanläggning i september 1943.
Tester började på maskinerna vid K-25 i april 1944 utan problem och uppmärksamheten riktades mot en ny process, som utvecklats av Kellex. Slutligen, i juli 1944, började Kellexbarriärer installeras i K-25. K-25 togs i drift i februari 1945, och när kaskad efter kaskad kom igång ökade produktens kvalitet. I april 1945 hade K-25 uppnått en anrikning på 1,1 procent. Uran som delvis anrikats i K-25 matades in i kalutronerna vid Y-12 för att slutföra anrikningsprocessen.
Byggandet av de övre stadierna av K-25-anläggningen avbröts, och Kellex instruerades att istället utforma och bygga en 540-stegs sidomatningsenhet, som blev känd som K-27. Den sista av K-25:s 2 892 etapper inleddes i drift i augusti 1945. Den 5 augusti började K-25 producera uran anrikat till 23 procent uran-235. K-25 och K-27 uppnådde sin fulla potential först i början av efterkrigstiden, när de blev prototyper för en ny generation anläggningar.

### Kol 14-metoden
Efter kriget accepterade Libby ett erbjudande från University of Chicago om en professur på kemiavdelningen vid det nya institutet för kärnstudier. Han återvände därmed till sina studier av radioaktivitet vid tiden före kriget. År 1939 hade Serge Korff upptäckt att kosmisk strålning genererade neutroner i den övre atmosfären. Dessa interagerar med kväve-14 i luften för att producera kol-14:
1n + 14N → 14C + 1p
Halveringstiden för kol-14 är 5 730 ±40 år. Libby insåg att när växter och djur dör upphör de att inta färskt kol-14, vilket ger varje organisk förening en inbyggd kärnklocka. Han publicerade sin teori 1946, och utvidgade den i sin monografi Radiocarbon Dating 1955. Tekniken revolutionerade arkeologi, paleontologi och andra discipliner som behandlade antika artefakter. År 1960 tilldelades han Nobelpriset i kemi "för sin metod att använda kol-14 för åldersbestämning inom arkeologi, geologi, geofysik och andra vetenskapsgrenar". Han upptäckte också att tritium på samma sätt kunde användas för att datera vatten och därför vin.

### Atomenergikommissionen
Atomic Energy Commission (AEC) ordförande Gordon Dean utsåg Libby till sin inflytelserika General Advisory Committee (GAC) 1950. År 1954 utsågs han till AEC-kommissionär av president Dwight D. Eisenhower på rekommendation av Deans efterträdare, Lewis Strauss. Libby och hans familj flyttade från Chicago till Washington, D.C. Han tog med sig en lastbil med vetenskaplig utrustning, som han använde för att etablera ett laboratorium vid Carnegie Institution där för att fortsätta sina studier av aminosyror. Starkt konservativ politiskt var han en av få forskare som ställde sig på Edward Tellers sida snarare än Robert Oppenheimer under debatten om huruvida det var klokt att driva ett kraschprogram för att utveckla vätebomben. Som kommissionär spelade Libby en viktig roll för att främja Eisenhowers Atoms for Peace-program, och var en del av USA:s delegation vid Genèvekonferenserna om fredlig användning av atomenergi 1955 och 1958.

### UCLA
När Libby avgick från AEC 1959, blev han professor i kemi vid University of California, Los Angeles, en position han innehade fram till sin pension 1976. År 1962 blev han chef för University of California Statewide Institute of Geophysics and Planetary Physics (IGPP), en position han innehade fram till 1976. Hans tid som direktor omfattade även Apolloprogrammet och månlandningarna.